# Laura Pous Tió
Dit is een Spaanse naam; Pous is de vadernaam en Tió is de moedernaam.
Laura Pous Tió (Granollers, 1 oktober 1984) is een tennisspeelster uit Spanje. Op haar negende leerde haar moeder haar tennissen. Zij speelt rechtshandig en heeft een tweehandige backhand.
In 2000 speelde Pous Tió haar eerste ITF-toernooi in Tortosa (Spanje). In 2005 won zij een gouden medaille in het enkelspel op de Middellandse Zeespelen in de Spaanse stad Almería – in de finale versloeg zij landgenote Nuria Llagostera Vives. Datzelfde jaar had zij haar debuut op de grandslamtoernooien, op het US Open in het enkelspel en in het dubbelspel.
In 2011 bereikte Pous Tió voor het eerst een WTA-finale, op het dubbelspeltoernooi van Bogota, samen met de Canadese Sharon Fichman. Een jaar later stond zij ook in het enkelspel in een finale, in Fez – zij verloor van de Nederlandse Kiki Bertens.
Tot op hedenjuni 2016 won zij twintig ITF-titels in het enkelspel en zeven in het dubbelspel. Haar hoogste notering op de WTA-ranglijst enkelspel is de 72e plaats, die zij bereikte in januari 2012.

## Posities op deWTA-ranglijst
Positie per einde seizoen:
| jaartal | ranking enkelspel | ranking dubbelspel |
| ------- | ----------------- | ------------------ |
| 2003    | 442               | –                  |
| 2004    | 155               | 188                |
| 2005    | 82                | 241                |
| 2006    | 98                | 277                |
| 2007    | 164               | 210                |
| 2009    | 719               | 822                |
| 2010    | 108               | 164                |
| 2011    | 75                | 136                |
| 2012    | 166               | 1158               |
| 2013    | 269               | 591                |
| 2014    | 229               | 577                |
| 2015    | 200               | 243                |

## Palmares
| Legenda                 |
| ----------------------- |
| Grandslamtoernooi       |
| Olympische Spelen       |
| Year-End Championships  |
| Premier Mandatory       |
| Premier Five / WTA 1000 |
| Premier / WTA 500       |
| International / WTA 250 |
| Challenger / WTA 125    |

### WTA-finaleplaatsen enkelspel
| nr.              | finaledatum | toernooi | ondergrond | tegenstandster | score    |         |
| ---------------- | ----------- | -------- | ---------- | -------------- | -------- | ------- |
| gewonnen finales |             |          |            |                |          |         |
| geen             |             |          |            |                |          |         |
| verloren finales |             |          |            |                |          |         |
| 1.               | 2012-04-28  | WTA Fez  | gravel     | Kiki Bertens   | 5-7, 0-6 | details |

### WTA-finaleplaatsen vrouwendubbelspel
| nr.              | finaledatum | toernooi   | ondergrond | partner        | tegenstandsters                              | score            |         |
| ---------------- | ----------- | ---------- | ---------- | -------------- | -------------------------------------------- | ---------------- | ------- |
| gewonnen finales |             |            |            |                |                                              |                  |         |
| geen             |             |            |            |                |                                              |                  |         |
| verloren finales |             |            |            |                |                                              |                  |         |
| 1.               | 2011-02-20  | WTA Bogota | gravel     | Sharon Fichman | Edina Gallovits-Hall Anabel Medina Garrigues | 6-2, 6-7, [9-11] | details |

## Resultaten grandslamtoernooien
| Legenda | Legenda                          |
| ------- | -------------------------------- |
| g.t.    | geen toernooi gehouden           |
| l.c.    | lagere categorie                 |
| –       | niet deelgenomen                 |
| G       | uitgeschakeld in de groepsfase   |
| 1R      | uitgeschakeld in de eerste ronde |
| 2R      | uitgeschakeld in de tweede ronde |
| 3R      | uitgeschakeld in de derde ronde  |
| 4R      | uitgeschakeld in de vierde ronde |
| KF      | uitgeschakeld in de kwartfinale  |
| HF      | uitgeschakeld in de halve finale |
| F       | de finale verloren               |
| W       | het toernooi gewonnen            |
| w-v     | winst/verlies-balans             |

### Enkelspel
| Toernooi        | 2005 | 2006 | 2007 |    | 2011 | 2012 | w-v |
| --------------- | ---- | ---- | ---- | -- | ---- | ---- | --- |
| Australian Open | –    | 1R   | 1R   | 1R | 1R   | 0-4  |     |
| Roland Garros   | –    | 1R   | –    | 1R | 1R   | 0-3  |     |
| Wimbledon       | –    | 1R   | –    | 1R | 1R   | 0-3  |     |
| US Open         | 1R   | –    | –    | 2R | –    | 1-2  |     |

### Vrouwendubbelspel
| Toernooi        | 2005 | 2006 |    | 2011 | w-v |
| --------------- | ---- | ---- | -- | ---- | --- |
| Australian Open | –    | 1R   | –  | 0-1  |     |
| Roland Garros   | –    | –    | 2R | 1-1  |     |
| Wimbledon       | –    | –    | 1R | 0-1  |     |
| US Open         | 1R   | –    | 1R | 0-2  |     |